# امزوغن (آيت زينب)
امزوغن هي إحدى مشيخات المملكة المغربية، تتبع جغرافيا لإقليم ورززات وإداريًا لآيت زينب. يقدر عدد سكانها بـ 2565 نسمة حسب الإحصاء الرسمي للسكان والسكنى لسنة 2004.